# Джуліус і Етель Розенберг
Джу́ліус Ро́зенберг (12 травня 1918 — 19 червня 1953) і Ете́ль Ро́зенберг (до шлюбу Грінгласс; 28 вересня 1915 — 19 червня 1953) (англ. Julius and Ethel Rosenberg) — подружжя американських комуністів, страчене за часів Холодної війни за звинуваченням у шпигунстві на користь СРСР. Справа Розенбергів привернула міжнародну увагу, зокрема звинуваченням проти них у передачі СРСР ядерних секретів США. Обставини справи й звинувачення проти Розенбергів залишаються об'єктом дискусії навіть після багатьох років по їхній страті на електричному стільці 19 червня 1953 року.

## Біографія
Джуліус Розенберг народився в бідній єврейській родині 12 травня 1918 р. в Нью-Йорку, його дружина Етель Грінглас також народилася в Нью-Йорку 28 вересня 1915 р. По закінченні коледжу Джуліус працював з радарним устаткуванням у лавах армії Сполучених Штатів. Етель почала свою кар'єру як акторка й співачка, але пізніше була вимушена працювати секретаркою в одній з нью-йоркських компаній. Вони зустрілися на засіданні Ліги молодих комуністів США в 1936 р. і одружилися три роки по тому. У шлюбі народилося двоє синів — Роберт і Майкл. Пізніше, після страти батьків, хлопців всиновило подружжя Абеля та Ганни Мерополь.

## Обставини справи
Джуліус і Етель Розенберги були єдиними громадянами США, яких звинувачено в шпигунстві проти США під час Холодної війни. Дані про розвідувальну діяльність Розенбергів, серед іншого, передав американській розвідці радянський перебіжчик Ігор Гузенко. За свідченням звинувачення, Джуліус почав працювати на НКВС ще в 1942 р. Вважається, що з працівниками радянської розвідки його познайомив один з провідних членів Комуністичної партії США. Протягом кількох років Джуліус передавав радянській розвідці дані аеротехнічних компонентів озброєнь США та інші технічні дані з Військово-морського відомства США. Найбільшим звинуваченням проти Розенбергів була підозра в постачанні СРСР розвідданих стосовно ядерних випробувань у Манхеттенському проекті в Лос-Аламос. Як з'ясувалося на слідстві, за дорученням свого чоловіка Етель Розенберг отримувала секретну інформацію про ядерну зброю від свого брата Девіда Грінгласа та кількох інших спеціалістів, які працювали в Лос-аламоській національній лабораторії.
Подружжя було заарештовано у 1950 р. і за рік справу було передано до суду. Процес над комуністами був відкритим і, на думку оглядачів, був початком доби Макартизму — «полювання на відьом» у США, що припав на 1953—1954 рр. Пізніше з'ясувалося, що більшість ядерних секретів США було передано СРСР зовсім не Розенбергами, а фізиком Елвіном Теодором Холлом, що теж працював у Лос-Аламосі. Попри це, під тиском суспільної думки про «засилля» комуністів у США Розенбергів визнано винними 29 травня 1951 р. Вже 5 квітня на підставі антишпигунського закону Конгресу США обох засуджено до смертної кари. Навіть після рішення суду, Джуліус і Етель, хоча і зізнавалися в членстві в Комуністичній партії США, але заперечували причетність до шпигунства.
Справа Розенбергів отримала значний розголос в американській і світовій пресі. В США ця справа використовувалася для антикомуністичної агітації, але низка світових відомих діячів стали на захист Розенбергів. Зокрема, Папа Римський Пій XII, Альберт Ейнштейн та Йосип Сталін зверталися до президента Ейзенхауера з проханням помилувати Джуліуса та Етель. Всі прохання про помилування було відхилено й 19 червня 1953 р. Джуліуса й Етель Розенбергів стратили на електричному стільці у федеральній тюрмі Сінг-Сінг у штаті Нью-Йорк. На основі цієї справи в 70-их роках з'явилося кілька романів та статей, екранізовано художній фільм.